# Der geköpfte Hahn (Film)
Der geköpfte Hahn ist die Verfilmung des Romans Der geköpfte Hahn des in Rumänien lebenden deutschsprachigen Schriftstellers und Pfarrers Eginald Schlattner.

## Inhalt
Handlungsort ist Fogarasch, eine Stadt im Gebiet der Siebenbürger Sachsen in Rumänien. Die Geschichte beschreibt die Erlebnisse von vier Jugendlichen während des Zweiten Weltkriegs.
Felix, Sohn einer Unternehmerfamilie, ist hin- und hergerissen zwischen Kirche und Hitlerjugend, zwischen seiner Liebe zur Jüdin Gisela und seiner Begeisterung für die nationalsozialistische Ideologie. Für Letztere begeistert sich auch Felix’ bester Freund Hans Adolf, Sohn des Kaminkehrers, der um Alfa Sigrid, die Tochter eines sächsischen Gutsbesitzers, wirbt.
Felix’ Vater ist gegen die Nazis und verhilft Giselas Vater zur Flucht aus Fogarasch. Sein Sohn wendet sich zunächst von Gisela ab und wird Truppführer in der HJ. Als der zaghafte und sensible Unternehmersohn einen Fehler macht, wird er vom fanatischen Hans Adolf abgelöst. Zudem brechen seine Gefühle für Gisela wieder auf, nachdem er diese in ihrer Zuflucht besucht hat. Auch zieht Felix die Konfirmationsfeier der Übung mit der Nazigruppe vor. Den Reizen von Alfa Sigrid, die die beiden Jungen gegeneinander ausspielt, kann er ebenfalls nicht widerstehen.
Am 23. August 1944 versammeln sich die vier mit anderen Jugendlichen im Haus von Felix’ Familie zum Exitusfest, der großen Feier zum Schulabschluss. An diesem Tag löste sich das Königreich Rumänien angesichts der vorrückenden Roten Armee vom verbündeten Nazi-Deutschland, und so kommt es während der Feier zu einem Angriff deutscher Bomber auf Fogarasch. Die Feiernden suchen daraufhin Zuflucht im Bunker des Hauses von Felix’ Familie. Da sie sich um ihre Mutter sorgt, rennt Gisela aus dem Bunker weg. Felix sieht sie danach nie wieder. Das Ende der Siedlungsgeschichte der Siebenbürger Sachsen ist gekommen, aber Felix bleibt auch die nächsten Jahrzehnte im Land seiner Vorfahren.

## Kino und Fernsehen, Festivals und Auszeichnungen
Premiere des Films war im Juni 2007 in Sibiu im Rahmen des Internationalen Transsylvanien-Filmfestivals. Der Film lief in Rumänien, Österreich und Ungarn im Kino. In Deutschland gab es zwar im Herbst 2007 in München eine Kinopremiere, doch ins Kinoprogramm kam der Film nicht – abgesehen von einer Veranstaltung in Bonn. Im Frühjahr 2008 wurde der Film im Europaparlament in Brüssel vorgestellt. Die deutsche Fernsehpremiere fand am 4. März 2009 auf ARTE statt.
Der Film lief bislang auf folgenden Festivals:
- Internationales Transsylvanien-Filmfestival Cluj/Sibiu, Rumänien, Juni 2007
- Saturno International Film Festival, Alatri/Roma, Italien, November 2007
- International Jewish Film Festival, Jerusalem, Israel, Dezember 2007
- CIFF Int. Filmfestival Cairo, section New Romanian Cinema, November/Dezember 2007
- Festival International du Film d’amour, Mons/Belgien 2008
- International Tiburon Film Festival, USA 2008
- European Union Film Festival, Chicago März 2009
- Beim Saturno International Film Festival in Alatri wurde der Film mit einer Special Mention ausgezeichnet.

Matthias Franz Stein erhielt 2007 in Wien für seine Darstellung des Karlibuzzi den Undine Award als Bester jugendlicher Nebendarsteller in einem Kinospielfilm.

## Kritik
„(Fernseh-)Drama um Freundschaft, Hoffnung, Liebe und Verrat, das an der mäßigen Inszenierung und den überforderten Jungdarstellern krankt. Auch die Farbgestaltung, die sich mit dem Ende der deutschen Siedlungsherrlichkeit abrupt ändert, ist gewöhnungsbedürftig.“